# Алтово
Алтово — деревня в Опочецком районе Псковской области. Входит в состав Матюшкинской волости.
Расположена в 6 км к северу от центра города Опочка, между правобережьем реки Великая и автодорогой М20 (участок Опочка — Псков).
Численность населения составляет 20 жителей (2000 год).